# Свети Харалампий (Мелник)
„Свети Харалампий“ е средновековен манастир, разположен южно от град Мелник, България, част от Неврокопската епархия на Българската православна църква. Манастирът, който е в руини, е обявен е за паметник на културата с национално значение.

## История
Манастирът е разположен на платото Свети Никола, южно от града, където е главното укрепено ядро на средновековния Мелник. Първоначално е бил посветен на Архангелите и е известен като „Свети Архангели“. В края на XIX век манастирът е известен под името „Свети Харалампий“. С него са свързани три приписки от Изборно евангелие от XI век, съхранявано в Националната библиотека на Гърция в Атина. Първата от приписките дава евентуалната година на построяването му – 1206, както и името на ктитора севаст Василий Вамбулинос. В края на XVI век манастирът е разрушен. След възстановяването му, през първата половина на XVIII век отново е разрушен, като значителна част се свлича в пропастта.
В архитектурно отношение манастирът е представлявал затворен ансамбъл, включващ полуоткрито преддверие, църква „Свети Йоан Предтеча“ с камбанария и аязмо. Дворът е силно наклонен на запад, където се е намирал католиконът без притвор, посветен на Светите Архангели и Свети Харалампий. Църквата е била богато украсена с двуслойна стенна живопис. Реставрирани фрагменти от началото на XIII век и от края на XVI век са изложени в Историческия музей в Благоевград.